# Афанасий Никитин
Афанасий Никитин е руски търговец, пътешественик-изследовател.

## Пътешествие от Иран до Индия (1468 – 1475)
От 1468 до 1475 г. извършва пътешествие с търговска цел от Русия през Иран до Индия и обратно и дава описание за природата и населението на Индия.
През април 1468 г., заедно с няколко московски, бухарски и тверски търговци се отправя към Ширванското ханство (Персия) с керван, връщащ в родината му ширванския посланик в Русия Хасан бек. На лодки се спускат по Волга до Каспийско море. През юли близо до Астрахан попадат на татарска засада и загубват всичките си стоки, които карат за продан. След като пристигат в Шемаха, посещават руския посланик там Василий Папин и самия ширваншах, но не получават помощ и както пише Никитин „заплакахме и се разотидохме кой от къде е: който има нещо в Русия, замина за Русия; който там е длъжник, замина където му видят очите; някои остават в Шемаха, а други тръгват за Баку“.
От Баку през септември 1468 г. Никитин се отправя по море за Персия с надеждата да търгува или по-скоро от любопитство. Най-напред посещава областта Мазандаран, където пребивава повече от осем месеца, а след това продължава на юг, без да бърза, като пътувайки из Персия през цялото време си води търговски и пътни записки. Никитин пътува бавно, без да бърза, като някъде се задържа по месец и повече търгувайки. В един от южните персийски градове научава, че в Индия хубавите коне струват много скъпо и той си купува породист жребец, с който се отправя на юг към пристанището Ормуз. На 23 април 1471 г., след двугодишно пребиваване в Персия, отплава с търговски кораб за пристанището Чаул в Индия.
На кораби, с търговски кервани, на коне и пешком за три години Никитин обикаля Индия и я описва такава каквато я вижда – „тамошните жители се молят на каменни паметници, а Христос не знаят“, разпитал и му обяснили, че „всички вери в Индия са 84“, и че „вяра с вяра не пият, не ядат и не се женят“, по чудо избягва приемането на исляма, наблюдава пищното възкачване на престола на Мохамедшах III „с майка си и жена си, с тях на коне 10 хил. души и 50 хил. пешаци, 200 слона, снабдени със златни доспехи. Пред султана вървят 300 тръбачи, 100 камили с литаври и 300 палячовци“. Колкото и да отличава Индия от Русия Никитин не пропуска да отбележи приликите между двете страни „Тази земя е многолюдна, селските хора са много бедни, а болярите богати и разкошни“.
Изморен от близо тригодишното обикаляне из Индия през януари 1474 г. се качва отново на търговски кораб за Ормуз. Поради буря, корабът се отклонява на югозапад и е отнесен до сомалийските брегове, а след това преминава покрай югоизточните и източните брегове на Арабския полуостров и след почти тримесечно плаване пристига в Ормуз. Там Никитин се задържа 20 дни, след което продължава на северозапад през планинските области на Иран. Преминава през Тебриз, пресича Арменската планинска земя и в началото на октомври 1474 г. се добира до брега на Черно море при Трапезунд. Пресича с кораб Черно море и на 5 ноември 1474 г. достига до Крим, където презимува. През пролетта на 1475 г., заедно с няколко други търговци се отправя в последния си преход към родината. Преминава през Литовското княжество и тръгва към родния си град Твер, но умира преди да достигне Смоленск.
Остават неговите „тетрадки“ – „Хожение за три моря 1466 – 1472“ (посл. изд. 1960) – географски паметник, отличаващ се от всичко, което било написано за Индия от европейците през XV и XVI век.